# シュタインハイム・アム・アルブーフ
シュタインハイム・アム・アルブーフ (ドイツ語: Steinheim am Albuch) は、ドイツ連邦共和国バーデン＝ヴュルテンベルク州ハイデンハイム郡に属す町村（以下、本項では便宜上「町」と記述する）である。シュヴェービシェ・アルプ北東端のアルブーフ沿い、約1500万年前の隕石衝突により形成されたシュタインハイマー盆地に位置している。この町はオストヴュルテンベルク地方に含まれる。

## 地理

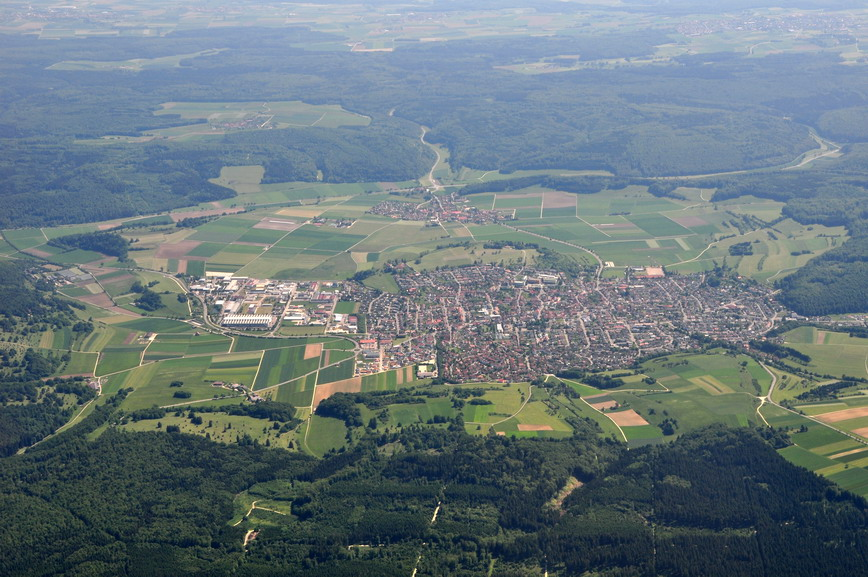
シュタインハイマー・クレーター

### 位置
シュタインハイム地区とゾントハイム地区は、約1500万年前の隕石衝突「リース・インパクト」で形成された、直径 3.5 km、高さ 503-718  のクレーター盆地に位置している。シュタインハイムとゾントハイムとの間にあたるクレーターの中心に、巨岩ヴェルトレスフェルスと池を持つ山シュタインヒルトがある。シュタインヒルトの西側の麓に、多くの化石の発掘現場である砂地の窪みがある。
町域の半分以上が森で覆われている。クレーターの尾根には 400 ha の放牧に用いられるハイデがある。たとえば、西のノイゼルハルダー・ハイデ、東のシュタインハイマー・ハイデ、南のブルクシュタルとクニルベルクのハイデである。クレーターの底には森がない。ここはジャガイモや穀物の栽培に適している。一方、果実の栽培はここではほとんど行われていない。

### 自治体の構成
かつては独立していた旧自治体ゼーンシュテッテンを含む自治体シュタインハイム・アム・ブルーフには、14の村落、小集落、農場集落、一戸集落が存在する。
町の基本条例には以下の10のオルツタイル（地区）が規定されている: シュタインハイム、ゼーンシュテッテン、ゾントハイム・イム・シュトゥーベンタール、キュプフェンドルフ、ツィーゲルヒュッテン、グナネンヴァイラー、イルマンスヴァイラー、ノイゼルハルデン、ドゥーデンホーフ、ビーバーゾールである。これらは、バーデン＝ヴュルテンベルク州の自治体法の規定に基づき3つのヴォーンベツィルク（直訳: 居住管区）を形成している。居住管区 I にはシュタインハイムとツィーゲルヒュッテン、居住管区 II にはゼーンシュテッテンとドゥーデンハイム、居住管区 III にはゾントハイム・イム・シュトゥーベンタール、キュプフェンドルフ、ノイゼルハルデン、グナネンヴァイラー、ビーバーゾール、イルマンスヴァイラーが含まれる。

### 土地利用
| 用途                 | 面積 (ha) | 占有率 (%) |
| -------------------- | --------- | ---------- |
| 森林                 | 4,380     | 53.1       |
| 農業用地             | 2,945     | 35.7       |
| 水域                 | 5         | 0.1        |
| レクリエーション用地 | 44        | 0.5        |
| 住宅地、空き地       | 183       | 2.2        |
| 工業・産業用地       | 89        | 1.1        |
| 交通用地             | 256       | 3.1        |
| その他               | 341       | 4.1        |
| 合計                 | 8,243     | 100.0      |

データは、バーデン＝ヴュルテンベルク州統計局の2023年現在の値による。

## 歴史

### 古代
シュタインハイマー盆地は、約7万年から5万年前の中期旧石器時代にはすでに人類が来ていた。ハイデンハイム・アン・デア・ブレンツのハイデンシュミーデからの遺物は、ネアンデルタール人がここで石器の材料を集めていたことを物語っている。現在のシュタインハイム周辺地域におけるクロマニョン人の存在を示す最も古い証拠は、約 300 km 離れたヌーシャテル湖畔の狩猟倉庫で発見された。約1万5千年前の後期旧石器時代の狩猟採集民がシュタインハイマー・シュレッケンザント（シュタインハイム近郊の砂地の土地）から採集したカタツムリの殻をそこに大量に持ち込んでいたのである。

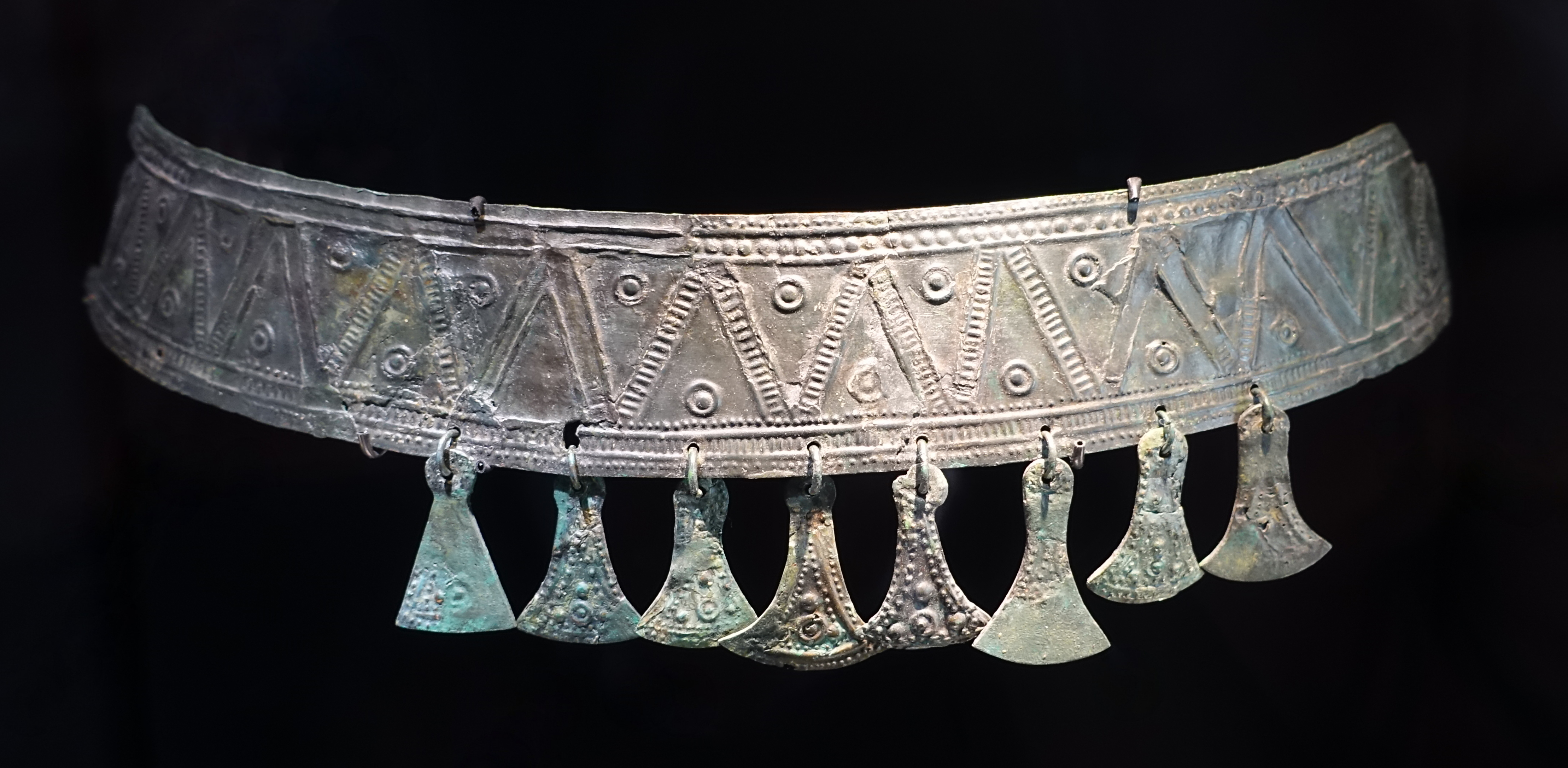
ハルシュタット時代の女性の墓地に副葬品として埋葬されたベルト

シュタインハイム・アム・アルブーフの最初の入植は、おそらく、紀元前800年から紀元前480年頃のハルシュタット時代になされた。いくつかの墳墓がこれを証明している。5世紀初めにアレマン人が定住した。かつて存在していた西のヴェストハイムと東のオストハイムとが融合してシュタインハイムが形成された。南にあったジュートハイムはズントハイムという名称を経て、後にゾントハイムになった。

### 中世
シュタインハイムは、839年にフルダ修道院の土地台帳に初めて記録されている。おそらくフランク国王ピピンまたはカール大帝の寄進によって、この修道院の所領となったと考えられる。1190年にヴィッテゴウ・フォン・アルベックとベレンガー・フォン・アルベック兄弟によってクロスターベルクにアウグスチノ会修道院が設立された。この修道院はその後ヘルフェンシュタイン伯の所有となった。ローマ＝ドイツ王アルブレヒト1世が1302年にこれを入手して、すべての権利と財物とともに新設されたシトー会ケーニヒスブロン修道院に移譲した。15世紀に修道院の農場が放棄され、農民がこれを引き継いで耕作した。

### 近世以後
現在の町域は、宗教改革によって16世紀にヴュルテンベルク公領の一部となり。大部分が福音主義のクロスターアムト・ケーニヒスブロンに編入された。この町は三十年戦争で約 2/3 が破壊された。ヴュルテンベルク王国建国に伴い福音主義クロスターアムトは廃止され、シュタインハイムとゼーンシュテッテンはオーバーアムト・ハイデンハイムに組み込まれた。ナチ時代のヴュルテンベルクの行政改革によりこの町は、1938年に拡張されたハイデンハイム郡に再編された。この町は、1945年にアメリカ占領地区の一部となり、新設されたヴュルテンベルク＝バーデン州に属すこととなった。この州は1952年に現在のバーデン＝ヴュルテンベルク州に再編された。
2016年5月29日の低気圧「エルヴィーラ」によって洪水が起こり、甚大な被害を受けた。水は 2 m の高さにまで及んだ。シュタインハイム北部では停電が起こった。

### 町村合併
- 1971年1月1日 ゼーンシュテッテン[11]

当時のゼーンシュテッテンの人口は約1,800人であった。ゼーンシュテッテンにはスポーツクラブ、音楽クラブ、果実栽培・園芸クラブおよび消防団がある。ゼーンシュテッテンには1年生から4年生までの基礎課程学校ゼーベルクシューレがある。ゼーンシュテッテンはビャクシンの野に囲まれており、スキーリフトやディスクゴルフのコースといったスポーツ施設がある。2008年にはゼーンシュテッテンでディスクゴルフのヨーロッパ選手権の会場となった。ゼーンシュテッテン周辺には多くの自転車道や遊歩道が整備されている。

## 住民

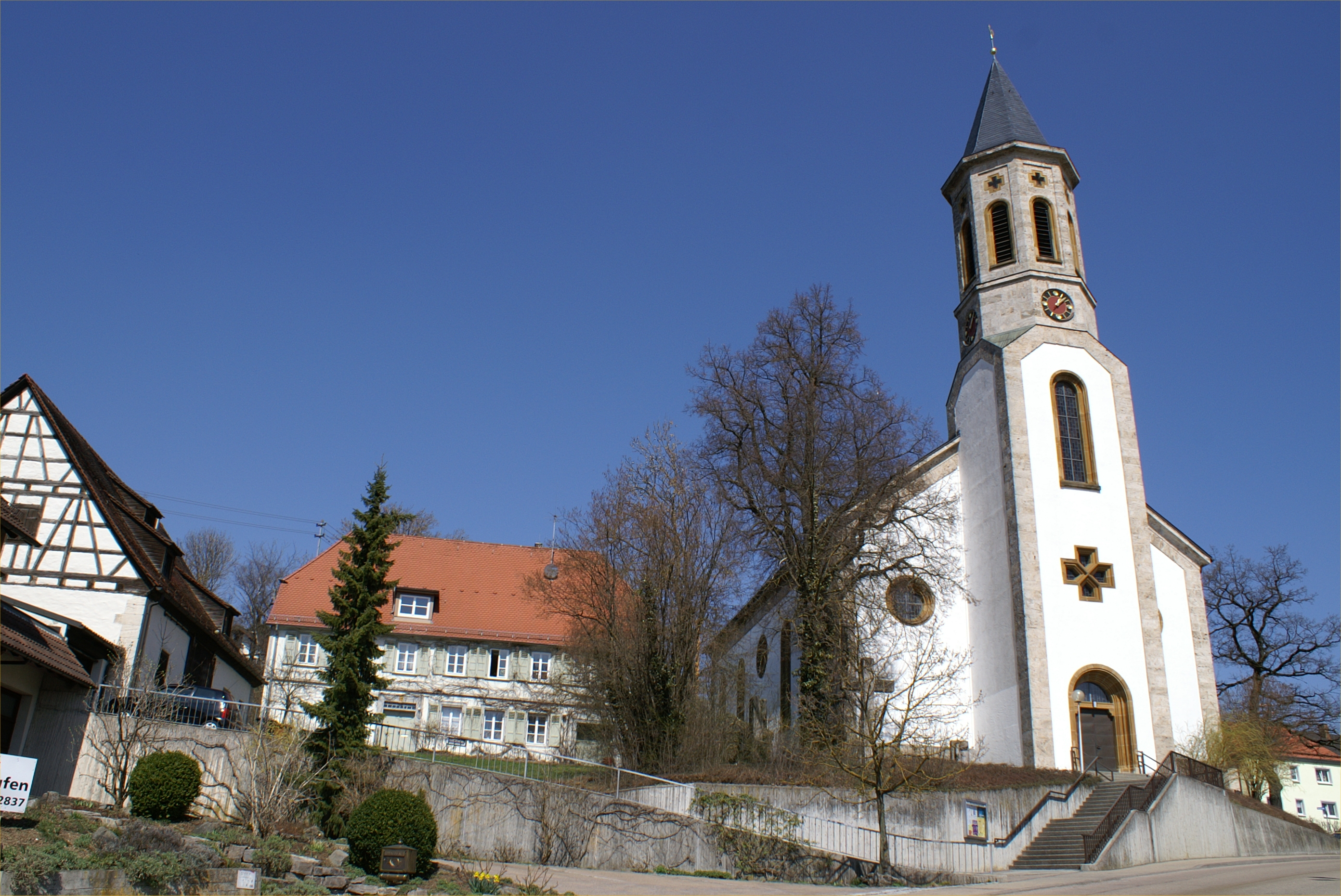
ゼーンシュテッテンの福音主義マルティンス教会

### 宗教
この町は、宗教改革により、1945年まで専ら福音主義の町であった。現在の福音主義ペータース教会は、同名の先行教会があった場所に1780年に建設され、シュタインハイム・アム・アルブーフの教会組織が宗教活動に用いている。ゼーンシュテッテンにはマルティンス教会を有する独自の教会組織がある。両教会組織は、ヴュルテンベルク福音主義州教会のハイデンハイム教会管区に属している。第二次世界大戦直後から、町長ハーンの下、「ハンガリー系ドイツ人」が移住してきた。その多くがローマ＝カトリックの信者であったため、ローマ＝カトリックの教会組織が形成された。1959年にカトリックの聖霊教会が建設され、1961年に独自の教会区が設けられた。この教会区は現在、ロッテンブルク＝シュトゥットガルト司教区ハイデンハイム首席司祭区に属している。2018年時点で、総人口8,462人に対してカトリック信者は約2,300人弱であった。

### 人口推移
各時点における町域内の人口（この町を主たる居住地とする人口）を以下に示す。数値は推定値、人口調査結果 (1)、バーデン＝ヴュルテンベルク州統計局の公的研究結果に基づく。
| 時点            | 人口（人） |
| --------------- | ---------- |
| 1871年12月01日1 | 3,484      |
| 1880年12月01日1 | 3,498      |
| 1890年12月01日1 | 3,366      |
| 1900年12月01日1 | 3,112      |
| 1910年12月01日1 | 3,087      |
| 1925年06月16日1 | 3,159      |
| 1933年06月16日1 | 3,181      |
| 1939年05月17日1 | 3,263      |
| 1950年09月13日1 | 4,390      |
| 1961年06月06日1 | 5,727      |

| 時点            | 人口（人） |
| --------------- | ---------- |
| 1970年05月27日1 | 6,834      |
| 1980年12月31日  | 7,763      |
| 1987年05月25日1 | 8,069      |
| 1990年12月31日  | 8,386      |
| 1995年12月31日  | 8,876      |
| 2000年12月31日  | 8,924      |
| 2005年12月31日  | 8,930      |
| 2010年12月31日  | 8,566      |
| 2015年12月31日  | 8,638      |
| 2020年12月31日  | 8,725      |

## 行政

### 議会
シュタインハイムでは、町議会議員は Unechte Teilortswahl と呼ばれる選挙方式で選出される。この選挙方式では超過議席が生じるため、議席数は選挙結果ごとに異なる。2024年の選挙では23人の議員（2019年の選挙では22人であった）が選出された。議会はこれらの名誉職の議員と議長を務める町長で構成される。町長は議会における投票権を有している。

### 首長

シュタインハイム・アム・アルブーフの幟旗

- 1919 - 1952　コンラート・ハーン
- 1952 - 1972　マンフレート・ベツラー
- 1972 - 2002　ディーター・アイゼレ
- 2003 - 2010　ライナー・シャラー
- 2011 - 2018　オラフ・ベルナウアー
- 2019 - 2026　ホルガー・ヴァイゼ

ホルガー・ヴァイゼは、2018年10月7日の選挙で 61.2 % の支持票を得て町長に選出された。

### 紋章
図柄: 銀地。下縁から銀色（白）の目地で積み上げられた6つの黒い石（上から1:2:3）の基壇の上に植えられた緑色のブナの木。右上（向かって左上）に斜めに配置された黒いシカの角。左上（向かって右上）に紋章の縁から突き出すように描かれた黒い司教杖。
解説: 16世紀後半から「地口」（石 = Stein）の紋章が用いられていた。1955年に州政府は、二股に分かれたシカの角（化石の発掘を示唆する）が描かれた緑地のチーフ（頂部）を持つ紋章を授けた。1971年のゼーンシュテッテン合併後、町はチーフを廃止して、そこに合併した旧自治体の紋章からヴュルテンベルクのシカの角と修道院領であったことを示す司教杖を描いた。
この紋章は、旗とともに1971年6月16日に内務省の認可を得た。

### 姉妹自治体
- コロンベル（フランス語版、英語版）（フランス、カルヴァドス県）1986年[16]
- フェルテーラーコシュ（ハンガリー語版、英語版）（ハンガリー、ジェール・モション・ショプロン県）2016年5月7日[17]

援助・協力関係
- 1980年にシュタインハイムは、ピリシュポロシュイェネー（ハンガリー語版、英語版）（ハンガリー、ペシュト県）から逃れた住民の子孫に対する援助・協力関係を締結した。

## 経済と社会資本

### 経済
19世紀まで織布と農業が主な産業であった。現在は手工業、中小の工業、農業が主体となっている。自動車部品の下請け業者 FYSAM オート・デコラティブはシュタインハイム・アム・アルブーフに本社を置いている。

### 交通
シェーフハルデ・グライダー飛行場が、町の中心から約 2.5 km 東に位置している。

### 教育
フィリップ・フリードリヒ・ヒラーにちなんで名付けられたヒラーシューレは、シュタインハイム地区にある基礎課程・本課程・実科学校である。
シュタインハイム学校センターの新館にはさらに町立音楽学校が入居している。
また、ゼーンシュテッテンに基礎課程学校がある。
ゾントハイムには、1973年まで基礎課程学校があった。当時は全4学年が学んでいた。旧校舎には、現在、隕石クレーター博物館が入居している。

## 文化と見どころ

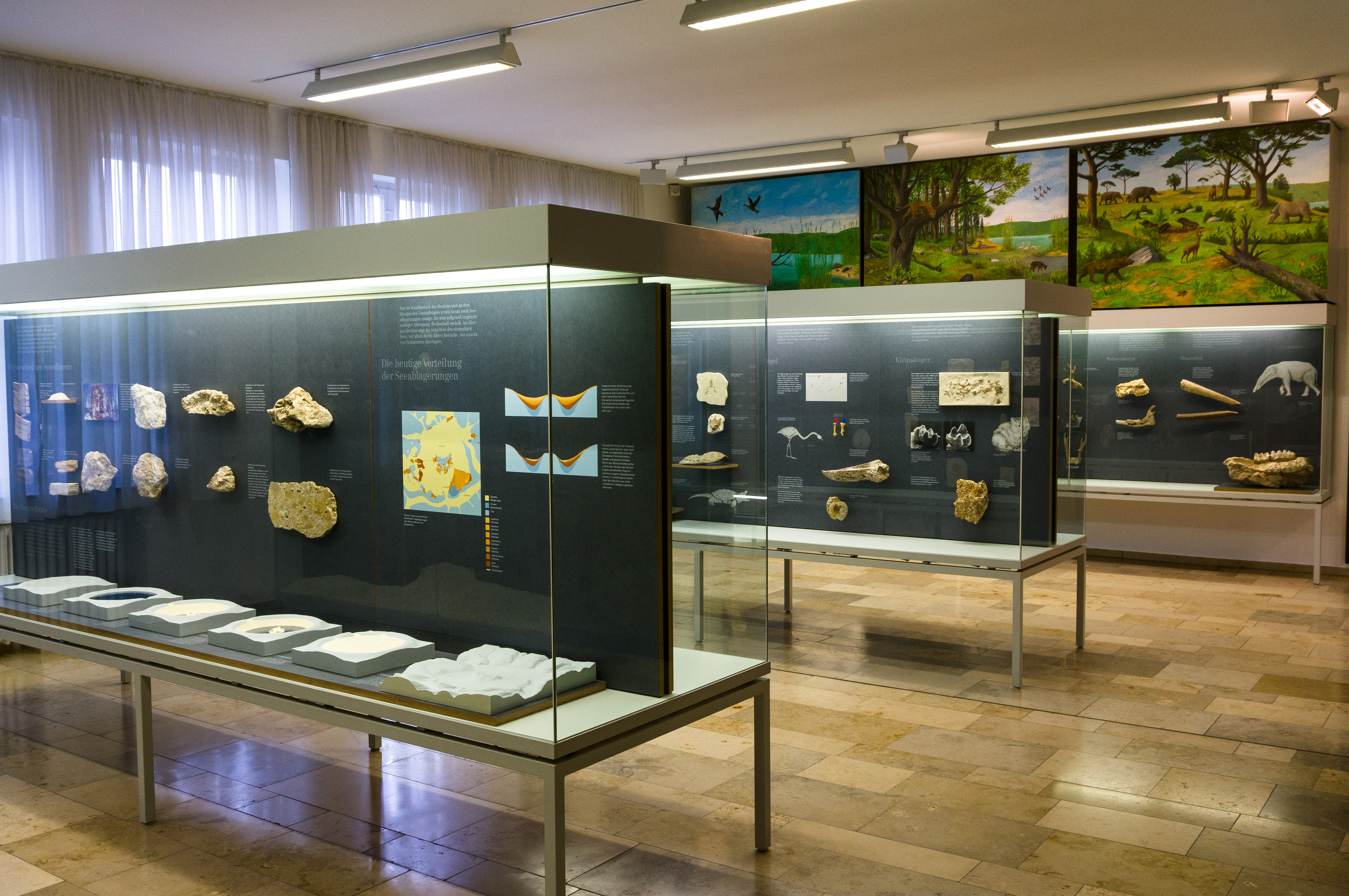
隕石クレーター博物館の展示室

### 博物館
- クロスターベルクの郷土資料室
- オストハイマー通りのツェントシュターデル（馬車・農業博物館）申請により開館

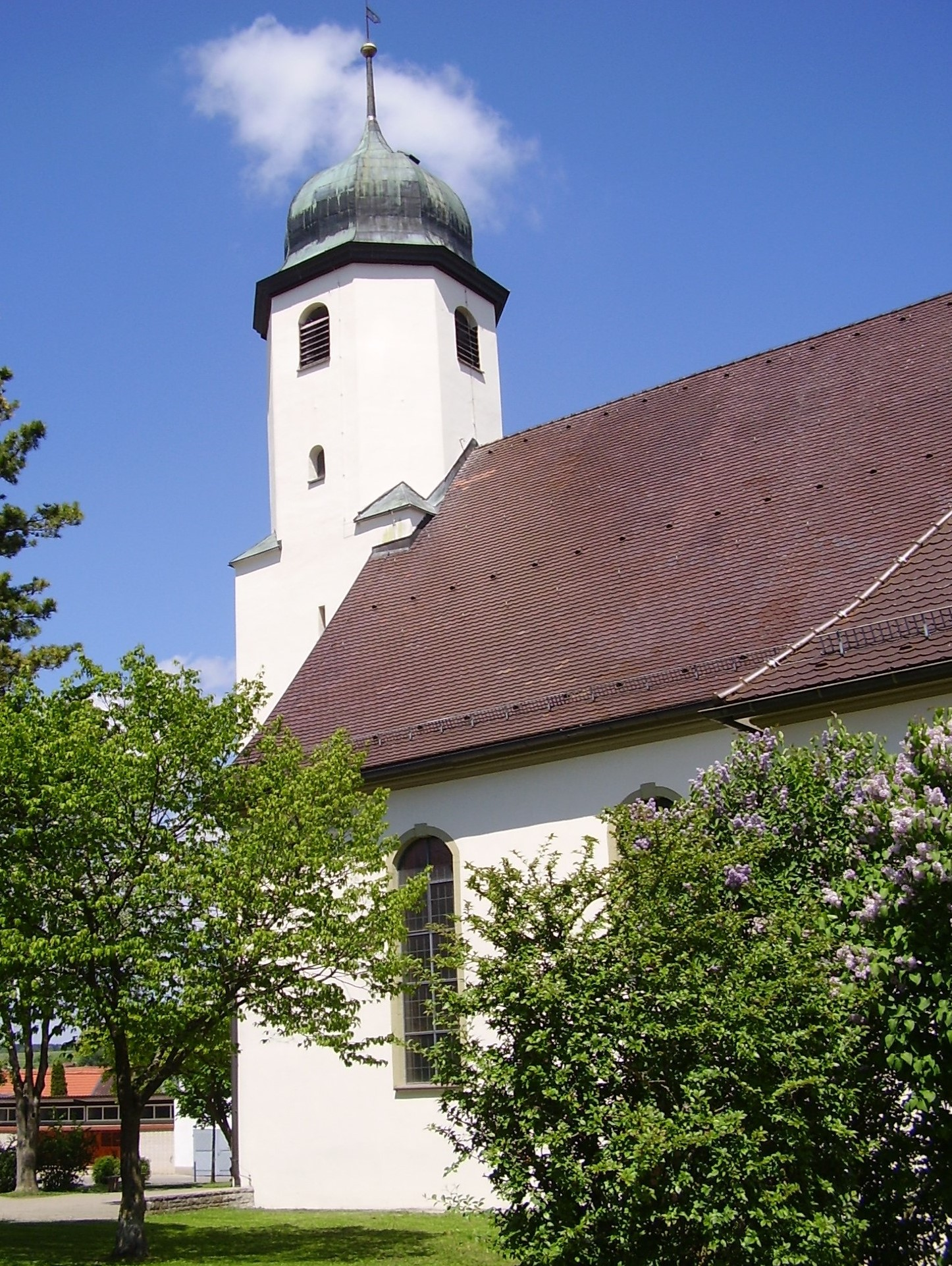
福音主義ペータース教会

- ゾントハイム地区の隕石クレーター博物館

### 建築
福音主義ペータース教会の塔は遠くからも見ることができる。この教会は1780年にルートヴィヒスブルクの建築マイスターであるヴィルヘルム・フリードリヒ・ゲッツによって建設された者で、シュタインハイムの牧師で教会音楽作詞家のフィリップ・フリードリヒ・ヒラー（1699年 - 1769年）の墓所がある。

### アルプシェーファーヴェーク
遊歩道アルプシェーファーヴェークが町内を通っている。

### 自然文化財

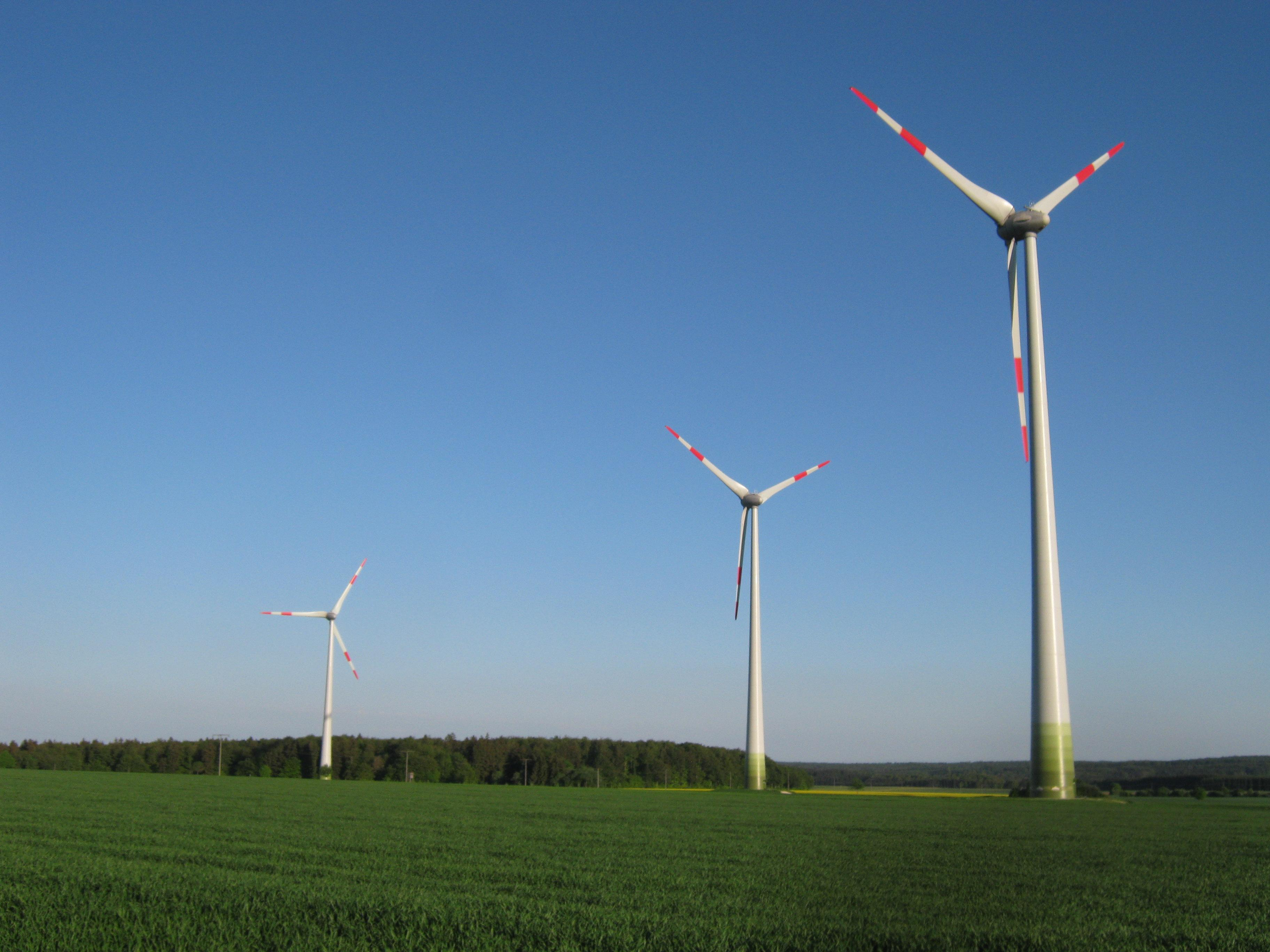
グナネンヴァイラー・ウィンドパークの風力発電機

シュタインハイマー盆地は隕石クレーターであり、ほぼ完全に保護地域となっている。
ヴェンタールは見応えのある苦灰岩がある乾いた谷である。南はグナネンタールとヒルシュタールに切れ目なく続いている。ヒルシュフェルゼンが3つの谷の終点である。2008年に「Wental mit Seitentälern und Feldinsel Klösterle（支流の谷とクレステルレの野原を持つヴェンタール）」自然保護区に指定された。ヴェンタールの上流部分はオストアルプ郡に属す。
「ヒュルベ・アム・メルテレスベルク（メルテレスベルクの水場）」は、広さ 0.2 ha の、おそらくドイツで最も小さな自然保護区である。早くも1967年7月14日の法令によってヒュルベは自然保護下に置かれた。

### エネルギー
グナネンヴァイラーには、ローターの直径 82 m、支柱の高さ 99 m、出力 3 MW のエネルコン E-82型風力発電機8基を持つウィンドパーク（風力発電所）がある。

### 年中行事
スポーツ愛好者にはゲオローゲンラウフ（1000 mから10 kmのランニングレース）がある。また、ビール愛好家にはゼーンシュテッター・ホックがある。

## 人物

### ゆかりの人物
- フィリップ・フリードリヒ・ヒラー（ドイツ語版、英語版）（1699年 - 1769年）牧師、歌曲の作詞家。1748年から亡くなるまでシュタインハイムの牧師を務めた。

## 関連図書
- Christoph Friedrich von Stälin, ed (1844). “Gemeinde Steinheim am Albuch”. Beschreibung des Oberamts Heidenheim. Die Württembergischen Oberamtsbeschreibungen 1824–1886. Band 19. Stuttgart / Tübingen: Cotta’sche Verlagsbuchhandlung. pp. 281–288
- Johannes Taut (1977). Die Peterskirche in Steinheim am Albuch

シュタインハイム出身の郷土の詩人ルドルフ・ヴァイトはシュヴァーベン語の詩や歴史記述を数多く書きのこしている。